# Peter, Paul and Mary

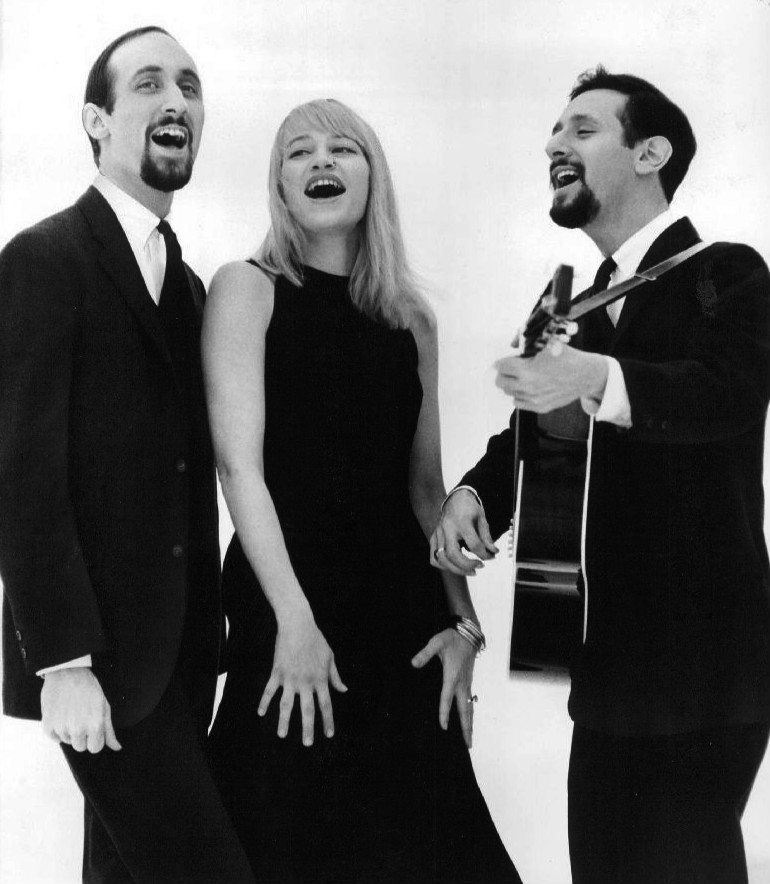
Peter, Paul and Mary (1963)

Koncert Peter, Paul and Mary (1963)

Peter, Paul and Mary – amerykański zespół folkowy, w skład którego wchodzili Peter Yarrow, Paul Stookey i Mary Travers.
Najpopularniejsze nagrania: „If I Had a Hammer”, „Blowin’ in the Wind”, „Puff the Magic Dragon”, „I Dig Rock'n'Roll Music”, „Leaving on a Jet Plane”, „500 miles”.